# 正岡芸陽
正岡 芸陽（まさおか げいよう、1881年（明治14年）9月5日 - 1920年（大正9年）3月24日）は、日本の評論家、ジャーナリストである。芸陽は筆名で、本名は猶一。

## 経歴・人物
広島県に生まれる。若くしてキリスト教に受洗し、青山学院大学に入学した。卒業後1899年（明治32年）に雑誌『新声』の同人となった。人道主義の立場として社会を批判した著書を多く刊行し、1903年（明治36年）には『新声』の主筆として活動した。
その後ジャーナリストとしての活動も始め、1905年（明治38年）には『やまと新聞』の特派員として、ポーツマス条約の内容について記述した。帰国後の1907年（明治40年）には『大阪毎日新聞』の主筆としても活動した。

## 著書
- 『新聞社之裏面』新声社、1901年（明治34年） NDLJP:897419/1
- 『婦人の側面』新声社、1901年（明治34年） NDLJP:798996/1
- 『嗚呼売淫國』
- 『人道之戰士 田中正造』鳴皐書院、1902年（明治35年） NDLJP:781668/4
- 『米國見物』昭文堂、1910年（明治43年） NDLJP:767407/1
- 『米國野球見物』博文館、1910年（明治43年） NDLJP:860503/3

など多数